# Telscombe
Telscombe – miasto w Anglii, w hrabstwie East Sussex, w dystrykcie Lewes. Leży 78 km na południe od Londynu. W 2007 miasto liczyło 7146 mieszkańców.